# Ед О'Росс
Ед О'Росс (англ. Ed O'Ross; 4 липня 1946) — американський актор.

## Біографія
Едвард Орсс народився 4 липня 1946 року в місті Піттсбург штат Пенсільванія. Закінчив школу Munhall High в 1964 році, потім навчався у коледжі Point Park і Технологічному інституті Карнегі. Ед був чемпіоном з боксу серед любителів у конкурсі «Золота рукавичка» (англ. Golden Gloves) і гравцем малої бейсбольної ліги. Акторську майстерність вивчав в Нью-Йорку, його вчителями були Стелла Адлер і Ута Хаген. У 1979 році з'явився у телесеріалі «Надія Раяна», на великому екрані перша роль у фільмі «Шановний містер Вандерфул» (1982). Відомий також за фільмами «Червона спека» (1988) та «Універсальний солдат» (1992).

## Фільмографія
| Рік       |    | Українська назва                                | Оригінальна назва                               | Роль                                      |
| --------- | -- | ----------------------------------------------- | ----------------------------------------------- | ----------------------------------------- |
| 1979      | с  | Надія Раяна                                     | Ryan's Hope                                     | бандит Марті                              |
| 1980      | с  | На порозі ночі                                  | The Edge of Night                               | патрульний                                |
| 1982      | с  | Як обертається світ                             | As the World Turns                              | Кен                                       |
| 1982      | ф  | Шановний містер Вандерфул                       | Dear Mr. Wonderful                              |                                           |
| 1982      | ф  | Один є, два залишилося                          | One Down, Two to Go                             | бандит                                    |
| 1984      | ф  | Хрещений батько Гринвіч-Віллидж                 | The Pope of Greenwich Village                   | бармен                                    |
| 1984      | ф  | Клуб «Коттон»                                   | The Cotton Club                                 | Монк                                      |
| 1985      | ф  | Сім хвилин на небесах                           | Seven Minutes in Heaven                         | охорона                                   |
| 1985      | с  | Детективне агентство «Місячне сяйво»            | Moonlighting                                    | містер Навароне                           |
| 1985      | тф | Стінгрей                                        | Stingray                                        | Тіно Ді Аугустіно                         |
| 1986      | тф | Мрії про золото: Історія Мела Фішера            | Dreams of Gold: The Mel Fisher Story            | солдат Гадлі                              |
| 1986      | с  | Опудало і місіс Кінг                            | Scarecrow and Mrs. King                         | Ісаак Петрович                            |
| 1987      | с  | Високогірні рейнджери                           | High Mountain Rangers                           | Берні Казінс                              |
| 1987      | ф  | Смертельна зброя                                | Lethal Weapon                                   | Мендез                                    |
| 1987      | ф  | Суцільнометалева оболонка                       | Full Metal Jacket                               | лейтенант Волтер «Тачдаун» Шиновські      |
| 1987      | ф  | Історія Верна Міллера                           | The Verne Miller Story                          | Ральф Капоне                              |
| 1987      | ф  | Прихований ворог                                | The Hidden                                      | Кліфф Вілліс                              |
| 1988      | ф  | Бойовик Джексон                                 | Action Jackson                                  | Френк Стрінгер                            |
| 1988      | ф  | Червона спека                                   | Red Heat                                        | Віктор «Роста» Роставелі                  |
| 1988      | тф | Дні слави                                       | Glory Days                                      | Дейв Трумбо                               |
| 1989      | тф | Штопор: За трагедією корейського літака         | Tailspin: Behind the Korean Airliner Tragedy    | сержант Даффі                             |
| 1989      | с  |                                                 | Men                                             | Томас Макденіел                           |
| 1990      | с  | Ізгої                                           | The Outsiders                                   |                                           |
| 1990      | ф  | Інші 48 годин                                   | Another 48 Hrs.                                 | Френк Круїз                               |
| 1990      | ф  | Дік Трейсі                                      | Dick Tracy                                      | Сверблячка                                |
| 1992      | ф  | Універсальний солдат                            | Universal Soldier                               | полковник Перрі                           |
| 1992      | ф  | Поводься пристойно                              | Play Nice                                       | Джек Пенуччі                              |
| 1992      | с  | Доктор Дуги Хаузер                              | Doogie Howser, M.D.                             | роль                                      |
| 1993      | с  | Вона написала вбивство                          | Murder, She Wrote                               | детектив Алекс Мачіо                      |
| 1994      | тф | Встигнути до опівночі: Продовження              | Another Midnight Run                            | Марвін Дорфлер                            |
| 1994      | тф |                                                 | Midnight Runaround                              | Марвін Дорфлер                            |
| 1995      | в  | Внутрішня сила                                  | The Power Within                                | Деріва                                    |
| 1995      | с  | Вокер, техаський рейнджер                       | Walker, Texas Ranger                            | Макс Кейл                                 |
| 1995—1998 | с  | Сайнфелд                                        | Seinfeld                                        | детектив Блейк / поліцейський 2           |
| 1996      | с  | Флиппер                                         | Flipper                                         | Олівер Сіммс                              |
| 1996      | с  | Клан вампірів                                   | Kindred: The Embraced                           | Кір, Князь Лос-Анджелеса                  |
| 1996      | ф  | Навахо-блюз                                     | Navajo Blues                                    | не вдарила блискавка                      |
| 1997      | ф  | Темна планета                                   | Dark Planet                                     | лейтенант Байрон Ребел                    |
| 1997      | ф  | Гангстер                                        | Hoodlum                                         | Лулу Розенкрейнтц                         |
| 1997      | с  | Детектив Неш Бріджес                            | Nash Bridges                                    | Вік Волш                                  |
| 1997      | с  | Фрейзер                                         | Frasier                                         | Террі                                     |
| 1997—1998 | мс | Люди в чорному                                  | Men in Black: The Series                        | агент Кей / Кевін Браун                   |
| 1998      | с  | Найтмен                                         | Night Man                                       |                                           |
| 1998      | с  | Поза віри: правда чи вигадка                    | Beyond Belief: Fact or Fiction                  | детектив                                  |
| 1998      | с  | Надія Чикаго                                    | Chicago Hope                                    | Вайман                                    |
| 1998      | ф  |                                                 | Evasive Action                                  | Джек Крамер                               |
| 1999      | ф  | 2000: Момент Апокаліпсису                       | Y2K                                             | Фейрчайлд                                 |
| 1999      | ф  | Ворожа акція                                    | Enemy Action                                    | майор Педід                               |
| 1999      | с  | Зараз або ніколи                                | Now and Again                                   | містер Мерфі                              |
| 2000      | ф  | Іспанські судді                                 | Spanish Judges                                  | Боссман                                   |
| 2000      | ф  | Останній продюсер                               | The Last Producer                               | Саркі                                     |
| 2001      | с  | Гросс-Пойнт                                     | Grosse Pointe                                   | офіцер Вольп                              |
| 2001—2005 | с  | Клієнт завжди мертвий                           | Six Feet Under                                  | Микола                                    |
| 2001      | ф  | Мозкова атака                                   | Mindstorm                                       | доглядач                                  |
| 2001      | ф  |                                                 | Getting Out                                     | Босс                                      |
| 2002      | ф  |                                                 | The Gray in Between                             | Роман                                     |
| 2003      | с  | Зоряний шлях: Ентерпрайз                        | Enterprise                                      | Гааврін                                   |
| 2003      | с  | Сильні ліки                                     | Strong Medicine                                 | Ферлонг                                   |
| 2003      | с  | Оперативник                                     | The Handler                                     | Марті Флемінг                             |
| 2004      | с  | Поліція Нью-Йорка                               | NYPD Blue                                       | Пет Карр                                  |
| 2004      | с  | Юристи Бостона                                  | Boston Legal                                    | суддя Філіп Стівенс                       |
| 2004—2005 | с  | Ліга Справедливості                             | Justice League                                  | Тобіас Меннінг / Охорона / генерал Оланік |
| 2005      | с  | Місце злочину: Нью-Йорк                         | CSI: NY                                         | Пол Воджеведські                          |
| 2005      | с  | Стримай свій ентузіазм                          | Curb Your Enthusiasm                            | Лео                                       |
| 2005      | мс | Підлітки-Титани                                 | Teen Titans                                     | Расков                                    |
| 2006      | мф | Цікавий Джордж                                  | Curious George                                  | Іван                                      |
| 2006      | тф | Таємнича жінка: Спокута                         | Mystery Woman: Redemption                       | Мерфі                                     |
| 2007      | ф  | Операція «Дельта-фарс»                          | Delta Farce                                     | Віктор                                    |
| 2007      | ф  | Ніхто                                           | Nobody                                          | Роло Толес                                |
| 2007      | с  | Акула                                           | Shark                                           | Юрій Деніков                              |
| 2007      | вг | Tom Clancy's Ghost Recon: Advanced Warfighter 2 | Tom Clancy's Ghost Recon: Advanced Warfighter 2 | голос                                     |
| 2008      | в  | Смерть, я люблю тебе                            | The Unknown Trilogy                             | Мортіціан                                 |
| 2008      | вг | Army of Two                                     | Army of Two                                     | Річард Далтон / сенатор Алекс Ріхтер      |
| 2009      | вг | Terminator Salvation                            | Terminator Salvation                            | Воррен                                    |
| 2009      | мф | Цікавий Джордж 2: Слідами мавп                  | Curious George 2: Follow That Monkey!           | Іван                                      |
| 2009      | ф  | 5 ночей в Голлівуді                             | The Harsh Life of Veronica Lambert              | містер Нью-Йорк                           |
| 2009      | с  | Шукач                                           | The Closer                                      | Раян Літтман                              |
| 2010      | с  | Сполучені Штати Тари                            | United States of Tara                           | Двейн                                     |
| 2010      | вг | Transformers: War for Cybertron                 | Transformers: War for Cybertron                 | голос                                     |
| 2011      | с  | NCIS: Полювання на вбивць                       | NCIS: Naval Criminal Investigative Service      | Дао Хуан                                  |
| 2012      | ф  | Зелена історія                                  | A Green Story                                   | Ван                                       |
| 2012      | ф  | Різанина жінок                                  | Sorority Party Massacre                         | шериф Берні Лампкін                       |
| 2012      | ф  | Дзеркальне відображення                         | Mirror Image                                    | Огден Едвардс                             |
| 2013      | с  | Fallout: Червона зірка                          | Fallout: Red Star                               | Баркер                                    |
| 2013      | ф  |                                                 | Jurassic: Stoned Age                            | Боб                                       |
| 2015      | ф  |                                                 | Alcatraz Prison Escape: Deathbed Confession     | оповідач                                  |
| 2015      | ф  |                                                 | Rivers 9                                        | Ковінгтон                                 |